# Миллер, Владимир Робертович
Влади́мир Ро́бертович Ми́ллер (род. 1964) — российский певец, солист Государственной академической Капеллы Санкт-Петербурга, обладатель редкого певческого голоса — баса-профундо. Заслуженный артист России (2003).

## Биография
Родился в Сибири в 1964 году. Окончил Санкт-Петербургскую государственную консерваторию имени Н. А. Римского-Корсакова по специальности музыковедение; как вокалист стажировался в Кёльнской Высшей школе музыки (Германия) у педагогов и певцов Райнхарда Ляйзенхаймера и Курта Молля. Женат, имеет троих детей.
Владимир Миллер исполнял оперные партии в постановках Мариинского театра, Нидерландской королевской оперы, театра Санкт-Петербургской консерватории, Большого театра Лодзи и ряда других. Ведёт активную концертную деятельность. Выступал с сольными программами в России, США, Ватикане, Великобритании, Германии, Италии и других странах Европы. Принимал участие во множестве российских, европейских и североамериканских фестивалях, таких как «Дворцы Санкт-Петербурга», «Дельфийские игры», «Звезды белых ночей», Золотая маска-2002, Международный фестиваль православной музыки в России, Choir Olympics 2002, Frankfurt Feste Alte Oper, Frankfurter Domkonzerte, Russian Festival Oregon House, Wratislavia Cantans. Работал со многими известными российскими и европейским коллективами (Эстонский филармонический камерный хор, Московский государственный камерный хор, Петербургский камерный хор, Мужской хор «Православные певчие» (Москва), хор Radio France и др.).
Концертный репертуар Владимира Миллера весьма широк — от древнерусских распевов до сочинений современных авторов. Большую часть творчество составляет исполнение произведений русского классического романса, исполняет сольные партии в кантатно-ораториальных сочинениях разных композиторов. Певец стал первым интерпретатором многих специально для него написанных сочинений. Сольные записи Владимира Миллера изданы на 80 компакт-дисках, произведённых ведущими фирмами в области звукозаписи классической музыки: EMI-Classics, Harmonia mundi, Мелодия, Russian Disc и другие. Творчество Владимира Робертовича Миллера стало темой ряда телевизионных фильмов, теле- и радиопередач в России и Западной Европе. Помимо исполнительской деятельности Владимир Миллер занимается исследованиями в области истории русской музыки; имеет печатные работы.

## Звания и награды
- 2003 — Заслуженный артист Российской Федерации — ...За заслуги в области искусства...[4]